# Умар Юнус
Умар Юнус (индон. Umar Junus; 2 мая 1934, Силунгканг, Западная Суматра — 8 марта 2010, Куала-Лумпур) — видный индонезийский литературный критик.

## Краткая биография
После завершения учёбы в средней школе в Букиттингги поступил в Университет Индонезия, который окончил в 1959 году по специальности лингвистика и антропология и преподавал индонезийский язык в Педагогическом институте в Маланге и позднее в Йельском университете (США). В 1967 иммигрировал в Малайзию и стал преподавать в Университете Малайя. Здесь же в 1982 году защитил докторскую диссертацию на тему «Социология литературы: к вопросу о теории и методах малайской и индонезийской литературы» (опубликована в 1986 г.). С 1986 года — профессор. Выезжал в качестве приглашённого преподавателя в Университет Андалас в Паданге (1985) и в Университет Киото (1993).

## Научная деятельность
Занимался теорией структурализма, проблемами социологии литературы, восприятия литературы, стилистики и семиотики, соотношения малайского и индонезийского языков, пытался применить западные теории к исследованию малайского и индонезийского языка и литературы.

## Публикации
Написал и опубликовал более 60 книг, в том числе:
- Perkembangan Puisi Melayu Moden. Kuala Lumpur: Dewan Bahasa Dan Pustaka, 1970;
- Kaba dan Sistem Sosial Minangkabau: Sebuah Problema Sosiologi Sastra. Kuala Lumpur: Balai Pustaka, 1984;
- Sejarah Melayu menemukan diri kembali. Kuala Lumpur: Fajar Bakti, 1984;
- Resepsi Sastra: Sebuah Pengantar. Jakarta: Gramedia, 1985;
- Sosiologi Sastera: Persoalan Teori dan Metode. Kuala Lumpur: Dewan Bahasa dan Pustaka, 1986;
- Karya sebagai Sumber Makna: Pengantar Strukturalisme. Kuala Lumpur: Dewan Bahasa dan Pustaka, 1988;
- Catatan si Malin Kundang: Antologi esei. Kuala Lumpur: Dewan Bahasa dan Pustaka, 1989;
- Fiksyen dan sejarah: Suatu dialog. Kuala Lumpur: Dewan Bahasa dan Pustaka, 1989;
- Stilistik: satu pengantar. Kuala Lumpur: Dewan Bahasa dan Pustaka, 1989;
- Stilistik: Pendekatan dan Penerapan. Kuala Lumpur: Jabatan Pengajian Melayu Universiti Malaya, 1990;
- Dongeng tentang cerita. Kuala Lumpur: Dewan Bahasa dan Pustaka, 1993;
- Teori moden sastera dan permasalahan sastera Melayu. Kuala Lumpur: Dewan Bahasa dan Pustaka, 1996.

## Семья
Супруга Фарина Салаха (Farina Salaha, с 1960 года); дочь Ревина Экапутри Юнус (Revina Ekaputri Junus) и два сына Новиан Экапутра Юнус (Novian Ekaputra Junus) и Эрван Двипутра Юнус (Ervan Dwiputra Junus).